# Monté Morris
Monté Robert Morris (* 27. Juni 1995 in Grand Rapids, Michigan) ist ein US-amerikanischer Basketballspieler. Der Point Guard steht derzeit bei den Phoenix Suns in der National Basketball Association (NBA) unter Vertrag.

## High School und College
Der in Grand Rapids, Michigan geborene Monté Robert Morris wuchs in Flint auf, wo er die Flint Beecher High School besuchte. In allen vier Jahren führte er sein Team, die Buccaneers, in Punkten, Assists und Steals an. Morris entschied sich 2013 nach mehreren Offerten letztendlich für die Iowa State University. Dort verbrachte er alle vier Jahre und erzielte durchschnittlich 16 und 5,5 Assists pro Spiel, bevor er sich beim NBA-Draft 2017 anmeldete.

## NBA
Beim Draft wurde er an 51. Position von den Denver Nuggets ausgewählt. Nach der NBA Summer League unterzeichnete er bei der Franchise aus dem Bundesstaat Colorado einen Two-way contract. Am 23. Oktober 2017 wurde er mit seinem Mannschaftskollegen Tyler Lydon dem NBA G-League-Team Rio Grande Valley Vipers zugewiesen. Sein Debüt in der NBA gab er am 12. Dezember 2017 gegen die Detroit Pistons, wo er in drei Minuten Spielzeit einen Assist verbuchen konnte. Zu diesem Einsatz kamen in der weiteren Saison 2017/18 lediglich zwei weitere hinzu. In der G-League erzielte er durchschnittlich 18 Punkte und 6,6 Assists pro Spiel.
Zur Spielzeit 2018/19 unterzeichnete Morris einen Dreijahresvertrag bei den Nuggets und drang während der Saison als zweiter Point Guard hinter Jamal Murray in die Rotation vor. Am 25. Oktober erreichte er gegen die Los Angeles Lakers mit 20 erzielten Punkten einen neuen persönlichen Karrierebestwert. Am 2. Februar 2019 markierte er mit 17 Punkten und 10 Assists sein erstes Double-double in der NBA. In dieser Saison kam er in allen 82 Spielen zum Einsatz, in denen im durchschnittlich 10,4 Punkte, 3,6 Assists und 2,4 Rebounds gelangen.

## Karriere-Statistiken

### NBA

#### Reguläre Saison
| Saison  | Team                | GP  | GS  | MPG  | FG % | 3P % | FT %  | RPG | APG | SPG | BPG | PPG  |
| ------- | ------------------- | --- | --- | ---- | ---- | ---- | ----- | --- | --- | --- | --- | ---- |
| 2017–18 | Denver              | 3   | 0   | 8.3  | .667 | .000 | 1.000 | 0.7 | 2.3 | 1.0 | 0.0 | 3.3  |
| 2018–19 | Denver              | 82  | 6   | 24.0 | .493 | .414 | .802  | 2.4 | 3.6 | 0.9 | 0.0 | 10.4 |
| 2019–20 | Denver              | 73  | 12  | 22.4 | .459 | .378 | .843  | 1.9 | 3.5 | 0.8 | 0.2 | 9.0  |
| 2020–21 | Denver              | 47  | 13  | 25.4 | .481 | .381 | .795  | 2.0 | 3.2 | 0.7 | 0.3 | 10.2 |
| 2021–22 | Denver              | 75  | 74  | 29.9 | .484 | .396 | .869  | 3.0 | 4.4 | 0.7 | 0.2 | 12.6 |
| 2022–23 | Washington          | 62  | 61  | 27.3 | .480 | .382 | .831  | 3.4 | 5.3 | 0.7 | 0.2 | 10.3 |
| 2023–24 | Detroit / Minnesota | 33  | 0   | 14.4 | .405 | .386 | .684  | 1.7 | 2.1 | 0.6 | 0.3 | 5.0  |
| Gesamt  | Gesamt              | 375 | 166 | 24.6 | .477 | .391 | .824  | 2.5 | 3.8 | 0.8 | 0.2 | 10.0 |

#### Play-offs
| Saison  | Team      | GP | GS | MPG  | FG % | 3P % | FT %  | RPG | APG | SPG | BPG | PPG  |
| ------- | --------- | -- | -- | ---- | ---- | ---- | ----- | --- | --- | --- | --- | ---- |
| 2018–19 | Denver    | 14 | 0  | 16.0 | .384 | .000 | .692  | 1.4 | 2.6 | 0.4 | 0.1 | 5.4  |
| 2019–20 | Denver    | 19 | 4  | 21.4 | .496 | .300 | .824  | 1.5 | 2.7 | 0.6 | 0.1 | 9.1  |
| 2020–21 | Denver    | 10 | 1  | 28.6 | .431 | .400 | .724  | 2.4 | 5.5 | 1.0 | 0.2 | 13.7 |
| 2021–22 | Denver    | 5  | 5  | 31.2 | .490 | .423 | .750  | 2.2 | 5.4 | 1.2 | 0.0 | 14.0 |
| 2023–24 | Minnesota | 9  | 0  | 7.4  | .300 | .071 | 1.000 | 0.7 | 1.0 | 0.2 | 0.1 | 2.3  |
| Gesamt  | Gesamt    | 57 | 10 | 20.0 | .440 | .301 | .767  | 1.6 | 3.1 | 0.6 | 0.1 | 8.3  |